# Corredor de l'Índia
El corredor de l'Índia (Cursorius coromandelicus) és una espècie d'ocell de la família dels glareòlids (Glareolidae) que habita deserts, planures i terres de conreu del Pakistan, Índia i Sri Lanka.